# Марія Слежанська
Марія Слежанська (пол. Maria Śleżańska) — публіцист, автор кулінарних книг, написаних наприкінці ХІХ — на початку ХХ століття, зокрема:
- «Великопольський шеф-кухар». 600 практичних рецептів приготування їжі з власного досвіду, такі як: рецепти смачних і дешевих страв, смаження варення, делікатесів та тортів, приготування морозива, кремів, желе, десертів, консервів та ковбас, а також секрети ферми тощо. зібрав Мар'ян, ред. 3. Познань, поліграфія Я. Лейтгебра (1881)[2].
- «Великопольський шеф-кухар». 1635 практичних рецептів смачних, дешевих і розкішних обідів, випічки тортів, смаження варення, приготування морозива, соків, желе, лікерів, горілок та різних домашніх та коморних секретів, необхідних для кожної практичної та старанної господині (1932)[3]
- «Польський шеф-кухар» (1932) Варшава, Книгарня Я. Пшеворського, перевидано 2002 року Курпіш
- «Що сьогодні на обід» (1935)[4]
- «Я вмію готувати (польський кухар)». Містить понад 1500 рецептів дешевих і розкішних обідів, а також практичні способи випікання тортів, смаження варення, приготування морозива, соків, желе та всіх напоїв, спеціальний розділ домашніх новин та коморних з ілюстраціями та кольоровими таблицями[5] (1936) Видавництво Я. Пшеворського